# Roscoe (Misuri)
Roscoe es una villa ubicada en el condado de St. Clair en el estado estadounidense de Misuri. En el Censo de 2010 tenía una población de 124 habitantes y una densidad poblacional de 28,98 personas por km².

## Geografía
Roscoe se encuentra ubicada en las coordenadas 37°58′36″N 93°49′3″O / 37.97667, -93.81750. Según la Oficina del Censo de los Estados Unidos, Roscoe tiene una superficie total de 4.28 km², de la cual 3.95 km² corresponden a tierra firme y (7.69%) 0.33 km² es agua.

## Demografía
Según el censo de 2010, había 124 personas residiendo en Roscoe. La densidad de población era de 28,98 hab./km². De los 124 habitantes, Roscoe estaba compuesto por el 98.39% blancos, el 0% eran afroamericanos, el 0% eran amerindios, el 0% eran asiáticos, el 0% eran isleños del Pacífico, el 0% eran de otras razas y el 1.61% pertenecían a dos o más razas. Del total de la población el 2.42% eran hispanos o latinos de cualquier raza.